# Michael Gerlach
Michael Gerlach (Francoforte, 24 luglio 1956) è un tastierista e produttore discografico tedesco noto prevalentemente come membro degli Eloy.

## Biografia
Nato in Germania, ha esordito come musicista nel 1982, e ha suonato in varie band tedesche, tra cui gli Wacholder.
Nel 1990 si unisce alla storica band Juicy Lucy, che abbandona nel 1993, quando intraprende la carriera solista, con l'album Planet Love.
Nel 1997 torna negli Eloy, che poi abbandona definitivamente nel 2020, quando fonda i Bert's Blues Combo.

## Discografia

### Solista
- 1994 - Planet Love
- 2004 - A World of Happiness

### Con gli Eloy
- 1988 - Ra
- 1992 - Destination
- 1994 - The Tides Return Forever
- 1998 - Ocean 2: The Answer
- 2009 - Visionary
- 2017 - The Vision, the Sword and the Pyre - Part 1
- 2019 - The Vision, the Sword and the Pyre - Part 2